# Mason (Illinois)
Pour les articles homonymes, voir Mason.
Ne doit pas être confondu avec Mason City (Illinois).
Mason est une ville du comté d'Effingham, dans l'Illinois, aux États-Unis. Elle est incorporée le 15 février 1865,. Lors du recensement de 2010, la ville comptait une population de 345 habitants.

## Source de la traduction
- (en) Cet article est partiellement ou en totalité issu de l’article de Wikipédia en anglais intitulé « Mason, Illinois » (voir la liste des auteurs).